# Gruftkapelle der Grafen Fünfkirchen

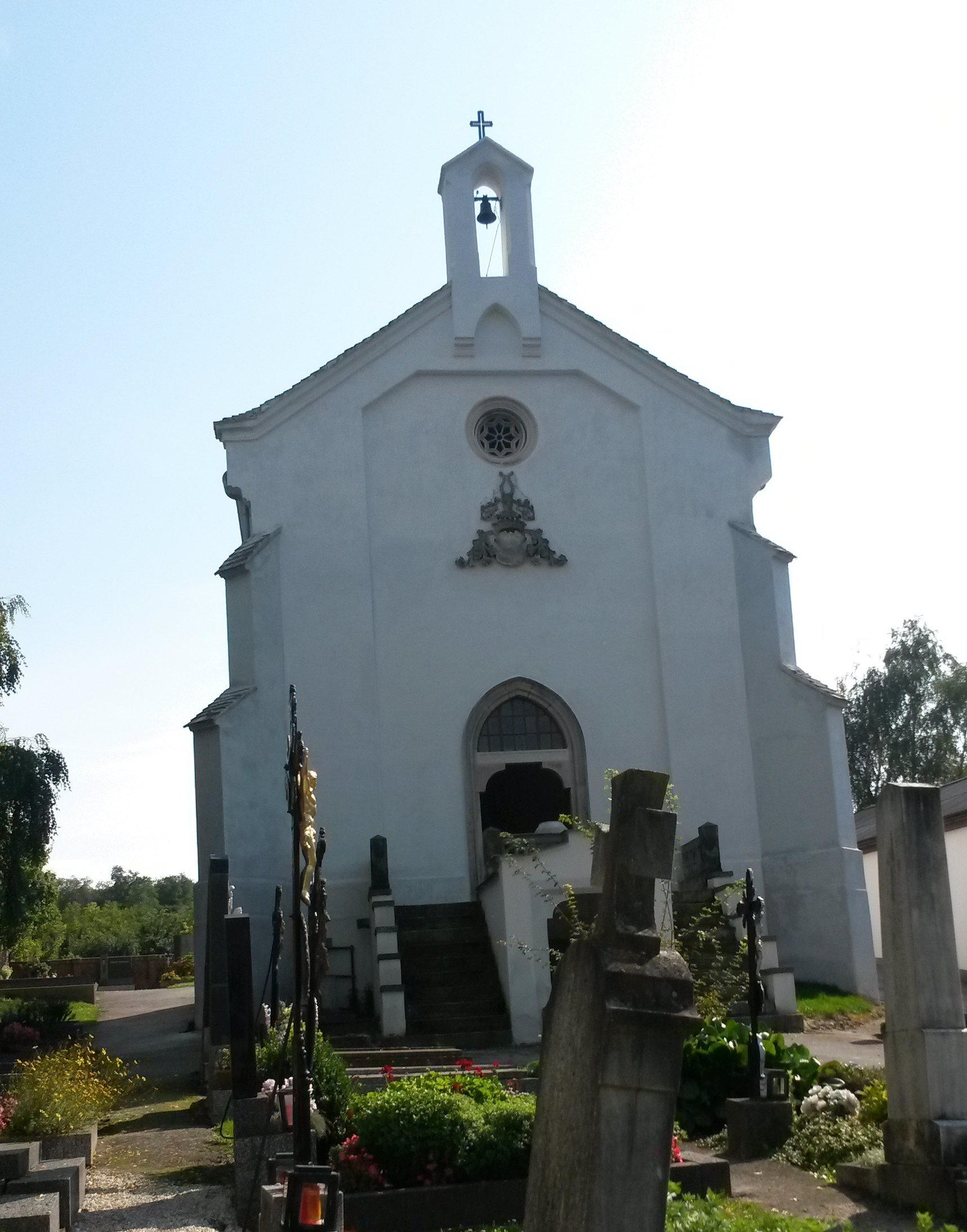
Gruftkapelle, Nordfassade

Die Gruftkapelle der Grafen Fünfkirchen wurde 1870 am Friedhof von Stützenhofen erbaut. Unter der Kapelle befindet sich die 1824 angelegte Familiengruft der Fünfkirchen.

## Geschichte

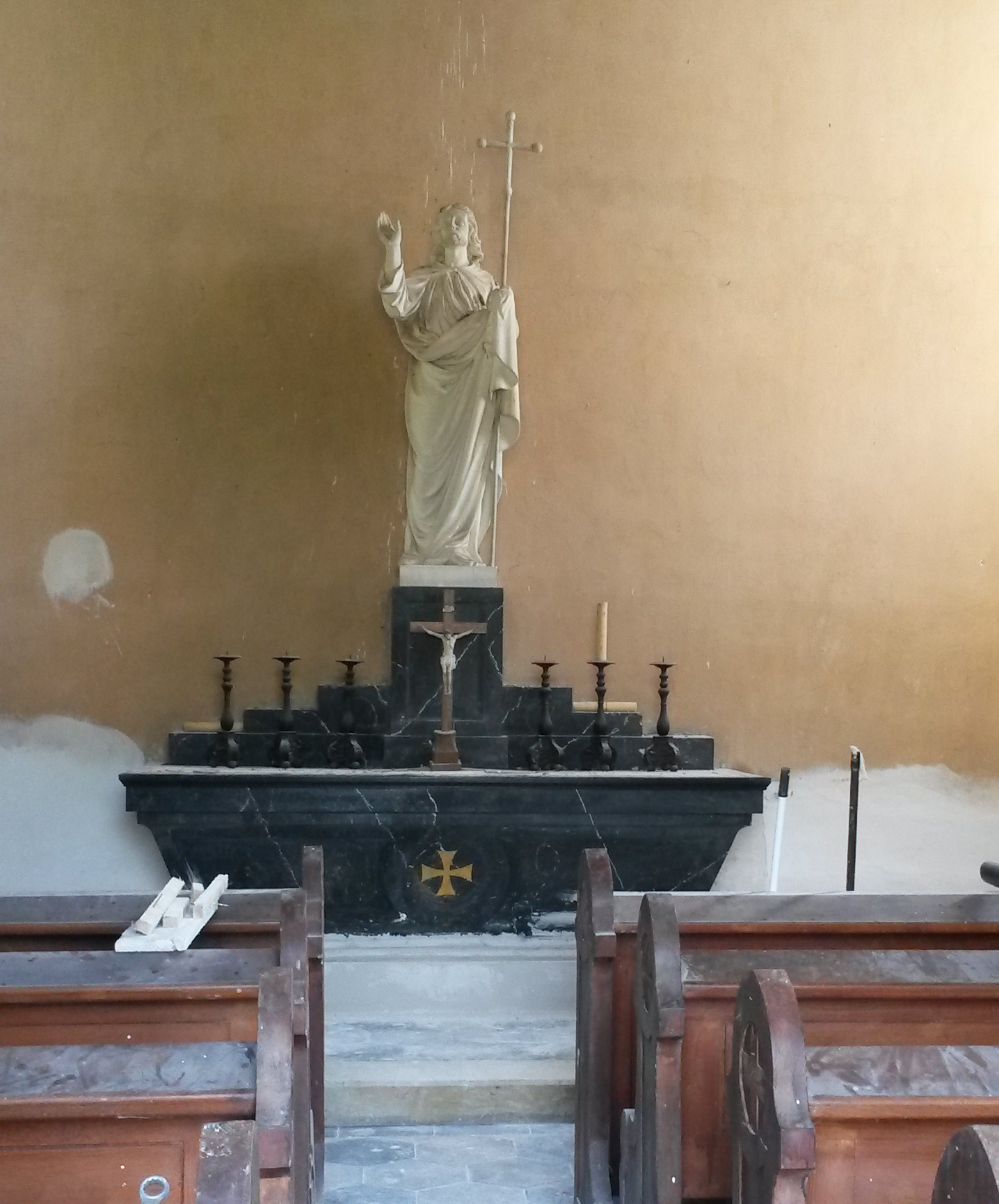
Gruftkapelle, Innenraum

Der Innenraum der Kirche von Stützenhofen wurde bereits im ausgehenden Mittelalter als Grabstätte der Familie Fünfkirchen genutzt. Noch heute sind in der Kirche Marmorepitaphien von Ritter Martin Fünfkirchen († 1458), Hans Maximilians († 1591) und Johann Sigismund († 1650) erhalten. Ende des 17. Jahrhunderts begründeten die Fünfkirchen eine Familiengruft in der Augustinerkirche in Wien, diese wurde aber 1784 in Folge der Begräbnisreform Josephs II. aufgelassen. Graf Johann Ferdinand Fünfkirchen († 1789) und dessen Frau Genoveva, geb. Gräfin Montelabate della Rovere († 1810), wurden daher auf dem Friedhof in Stützenhofen beigesetzt. Ihr Sohn Franz de Paula Fünfkirchen († 1815) errichtete über ihrem Grab ein Gedenkkreuz mit Widmung. 1824 ließ Graf Otto Fünfkirchen am Friedhof eine neue Gruft erbauen und die Leichname seines Vaters und seiner Großeltern umbetten.

## Gruftkapelle
Nach dem Tod seiner Frau Aloysia von Wurmbrand-Stuppach ließ Graf Otto von Fünfkirchen über der Familiengruft eine monumentale Kapelle im Stil der Neugotik errichten. Über dem Eingang ist das Familienwappen angebracht, darüber befinden sich eine gotische Fensterrose und ein Erker mit Glocke.
Der rechteckige Innenraum ist sehr schlicht gehalten und in zwei Joche mit Kreuzgratgewölben geteilt. Die Wände sind in Ocker gehalten, die Decke in Blau. Die Kapelle ist nur mit hölzernen Bänken und einem Altar mit einer lebensgroßen Figur des auferstandenen Christus ausgestattet.

## Beigesetzte Personen

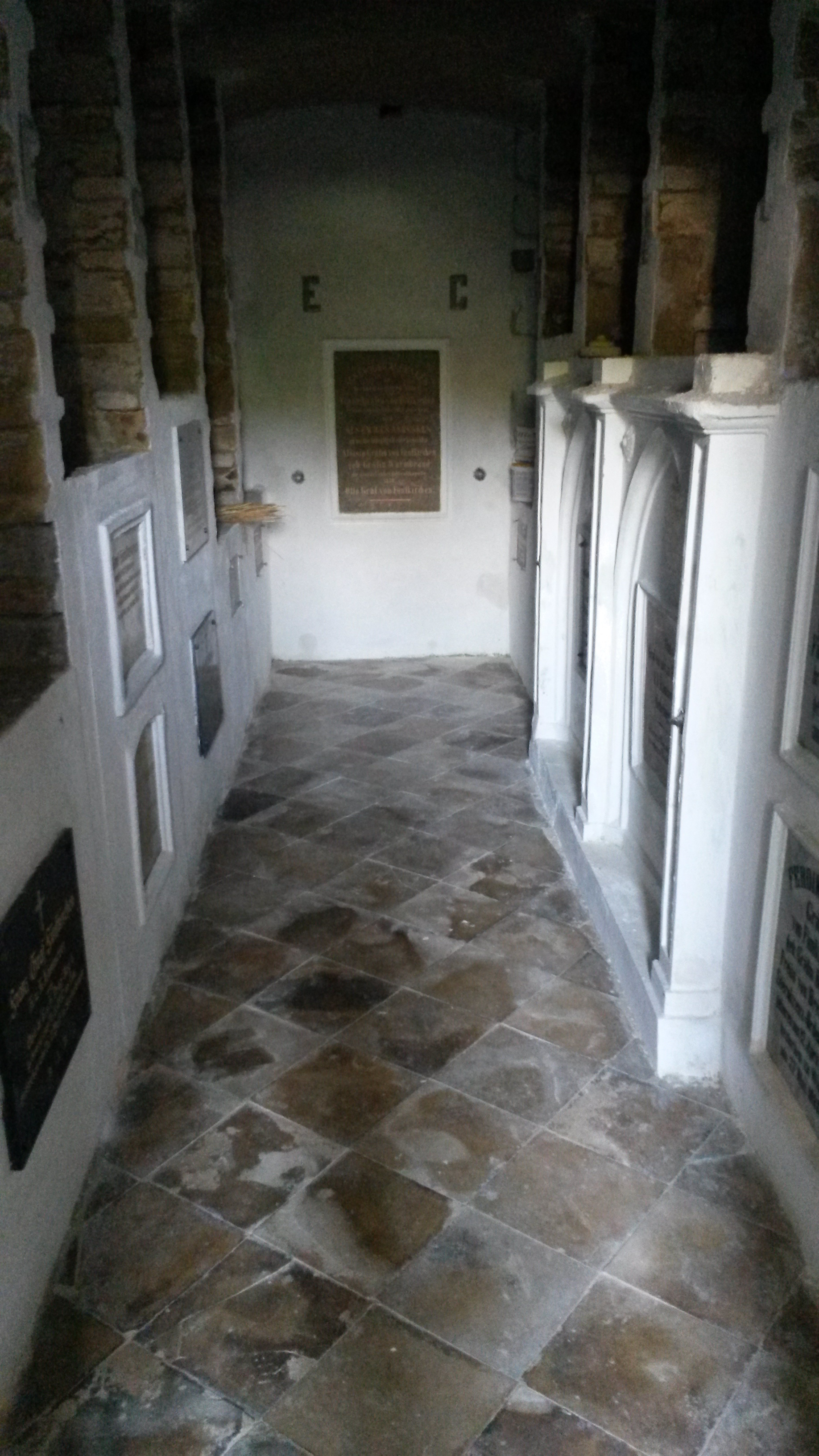
Gruft, Blick in den Gang

Bis 1980 wurden in der Gruft 16 Personen beigesetzt
- Johann Ferdinand Fünfkirchen (* 1741; † 1789) und dessen Gemahlin Genoveva (* 1741; † 1810), geb. Gräfin Montelabate della Rovere
- Franz de Paula Fünfkirchen (* 1777; † 1815)
- Otto Franz Fünfkirchen (* 1800; † 1872) und dessen Gemahlin Aloysia (* 1802; † 1870)
- Franz Klemens (* Brno 26. Mai 1827; † Graz 17. Mai 1902) und dessen Gemahlin Ferdinande Brigido
- Karoline Sidonie (* 1833; † 1908), Regentin des Savoyschen Damenstifts
- Heinrich Fünfkirchen (* 1830; † 1885) und dessen Gemahlin Aloysia von Liechtenstein
- Otto Dionysus Fünfkirchen († 1946) und dessen Gemahlin Paula von Rechberg († 1942)
- Franz Fünfkirchen (* 1892; † 1965)
- Eleonore Tiedt, geb. Fünfkirchen (* 1922; † 1980)
- Gabrielle Fünfkirchen (* 1903; † 1958)
- Karoline Fünfkirchen († 1980) war die letzte Regentin des adligen Savoyschen Damenstifts und die letzte, die in der Gruft beigesetzt wurde.

Außerhalb der Gruft liegen der „letzte Graf“ Dr. Hans Fünfkirchen und dessen Frau begraben. Sein Grabstein trägt die Inschrift SIC TRANSIT GLORIA GENESIS – So vergeht der Ruhm des Geschlechts.

## Trivia
Eine örtliche Überlieferung berichtet, dass die Fünfkirchen als Buße für ihr engagiertes Eintreten für den Protestantismus (siehe Johann Bernhard von Fünfkirchen) nur stille Begräbnisse, d. h. ohne Musik und Gesang, haben durften. Beim Begräbnis von Dr. Hans Fünfkirchen 1970 sei erstmals mit dieser Tradition gebrochen und in der Kapelle von einem Chor gesungen worden. Ursache dieser Legende ist aber die Stiftung der Kapelle von Graf Otto Fünfkirchen. Im Stiftungsbrief vom 5. April 1871 verfügt er:
„daß bei keiner Gelegenheit in diesem nur dem stillen Andenken an die Verstorbenen geweihten Orte einer Musik der Zutritt gestattet werde“.